# 2303 Retsina
2303 Retsina è un asteroide della fascia principale. Scoperto nel 1979, presenta un'orbita caratterizzata da un semiasse maggiore pari a 2,9928344 UA e da un'eccentricità di 0,1169657, inclinata di 18,94187° rispetto all'eclittica.
L'asteroide è dedicato al vino greco Retsina.